# Samuel Goldflam
Samuel Wulfowicz Goldflam, né le 15 février 1852 à Varsovie et mort dans la même ville le 26 août 1932 est un neurologue juif polonais resté célèbre pour sa brillante analyse, en 1893, de la myasthénie, une maladie à laquelle son nom restera longtemps attaché à côté de celui de Wilhelm Erb (« maladie d'Erb-Goldflam »).

## Biographie
Il fait ses études secondaires et médicales dans sa ville natale de Varsovie où il obtient son diplôme de médecine en 1875, et commence à exercer à l'Hôpital du Saint-Esprit dans le service de médecine interne du professeur Wilhelm Lambl (1824-1895). Ce dernier devait s'illustrer en parasitologie en donnant son nom à l'espèce Giardia lamblia (anciennement Lamblia intestinalis), une variété d'amibe responsable de la lambliase (ou giardiase). Mais il négligea d'offrir à Goldflam toute l'aide et la sollicitude qu'un élève pourrait attendre de son maître, et le jeune médecin dut en grande partie acquérir par lui-même des connaissances nouvelles. En effet, son poste à la clinique lui fournissait matière à maintes recherches, à une époque où médecine interne et neurologie n'étaient pas encore deux disciplines distinctes. En 1882, il part compléter sa formation dans le domaine des maladies du système nerveux auprès de deux fameux neurologues, Westphal (1833-1890) et Charcot (1825-1893), puis revient à Varsovie pour y enseigner la neurologie à la manière de ces grands maîtres. Après avoir passé un certain temps à l'hôpital du Saint-Esprit, il ouvre à Varsovie sa propre clinique au 10 de la rue Graniczna, à l'intention des patients défavorisés. Il dirigera cette clinique durant 40 ans.

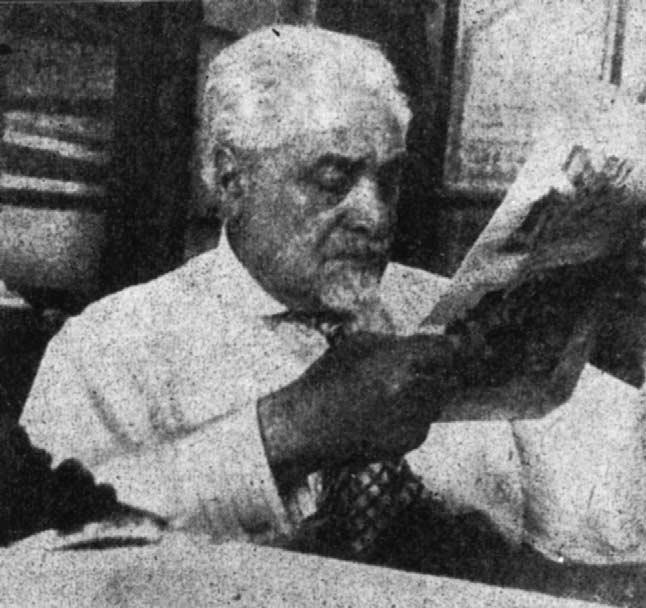
Samuel Goldflam (1852-1932), photographié vers 1925.

Pendant la première Guerre mondiale il est volontaire à l'hôpital juif avec son ami Edward Flatau (1869-1932), lui aussi neurologue. Il fut l'un des premiers, en 1918, à étudier les effets pathologiques spécifiques de la malnutrition sur les os et les articulations sous le nom d'Osteoarthropathia dysalimentaria. Toutefois, ses principaux sujets d'intérêt furent l'interprétation des réflexes tendineux, la neurosyphilis et les réflexes oculaires.
Goldflam était un fin clinicien, capable de reconnaître les indices les plus ténus de maladies qui avaient souvent échappé à l'attention de ses collègues. En plus de son activité auprès des patients, il fut aussi anatomopathologiste. La qualité de ses observations fut remarquée non seulement en Pologne, mais aussi dans le monde entier.
Goldflam a créé la Société juive pour les troubles mentaux, la clinique psychiatrique « Sophia » à Otwock et l'hôpital pour enfants Berson and Bauman à Varsovie. Avec Flatau il est le fondateur de l'Institut scientifique de pathologie et de la revue médicale Warszawskie Czasopismo Naukowe. Il était membre de la Société scientifique de Varsovie (Towarzystwo Naukowe Warszawskie). Il apporte son soutien à de nombreuses causes sociales avec Janusz Korczak et Gerszon Lewin.
À côté de sa carrière médicale, Goldflam cultivait des talents artistiques. Dans le domaine musical, il était un spécialiste de Beethoven et aida de nombreux jeunes interprètes au début de leur carrière, notamment Arthur Rubinstein.
Il meurt en 1932, la même année que deux autres éminents neurologues, son ami Edward Flatau (Polonais également) et le Français d'origine polonaise Joseph Babinski.

## Sources
- (en) Piotr Flatau, « Notice biographique », sur Who Named It?

- (en) Cet article est partiellement ou en totalité issu de l’article de Wikipédia en anglais intitulé « Samuel Goldflam » (voir la liste des auteurs).